# 劉卓軒 (歌手)
劉卓軒（英語：Hinry Lau Cheuk Hin，1991年8月28日—），香港曲詞編監唱作男歌手、MV導演、音樂監製及《中國好聲音3》香港區總冠軍。曾代表香港獲邀請到德國慕尼黑音樂節演出。2020年擔任張學友x香港共融樂團的演唱會和音，管弦樂團綵排代唱，以及擔任演唱會Demo製作。

## 背景

### 求學時期
劉卓軒20歲前從未學過音樂，所有唱歌作曲樂器皆自學。就讀香港大學房地產及建設系修讀測量學，於2011至2012年擔任香港大學建築學會測量學會主席。2012年與謝安琪及許廷鏗共同演唱《明我以德》。其後，他又獲許冠傑邀請，擔任共7場的紅館演唱嘉賓。畢業後於香港政府地政總署，擔任見習測量師。

### 音樂事業
劉卓軒歌曲多以廣東話滲透外語，致力向世界宣揚廣東歌，曾獲邀請到德國慕尼黑音樂節演出。他在亞洲各地得到注視，亦在南美洲得到回響。有巴西及阿根廷非華裔聽眾為他所有歌曲翻譯成英語，西班牙，葡萄牙文等。他於2012年開始自學結他、鋼琴和創作曲詞，2013年在香港大學畢業後任職地政總署，擔任見習產業測量師，但於工餘時間仍繼續發展音樂事業。2014年，他參加內地歌唱選秀節目《中國好聲音第三季》香港區海選，從逾千名對手中奪得總冠軍，並代表香港到上海參與盲選；翌年因網上最熱傳片段「地政職員一句 KO 港鐵職員」而更為人所認知。事情源於他在觀塘港鐵站自彈自唱《高山低谷》時被職員無禮驅趕，惟其當時身處地方是公共空間，港鐵職員被質疑行為越權 。
2016年，劉卓軒辭去政府見習測量師職務，全職投進音樂事業，幕後創立音樂製作公司 Shuffle Production，且為英皇電影、驕陽電影和不同廣告等擔任音樂製作監製。2018年，他以首支派台歌曲《太陽 Taeyang》正式出道，該歌曲連續12星期登上亞洲七台聯頒全球華語歌曲排行榜（北京電台，新加坡電台，台灣電台，香港電台，上海電台，馬來西亞電台，廣東電台）。《太陽 Taeyang》更被台灣東森電視取用成為偶像劇《艾蜜麗的五件事》插曲；同年10月13日在九龍灣展貿中心舉行首個出道演唱會「少壯不努力·音樂找慰藉」，發佈首張專輯大碟《Small Potato in The Town》。
另外，劉卓軒曾為張學友演唱會作和音及樣本唱片代唱，亦曾受監製 Johnny Yim 賞識，為歌手容祖兒、張敬軒、李克勤、關楚耀、炎亞倫、許廷鏗等製作樣本唱片，替陳奐仁填詞和參與林育群唱片的幕後製作，作品還獲謝安琪、側田、許廷鏗等歌手肯定。張敬軒曾在電台訪問中讚揚他，欣賞其高學歷卻放棄高薪事業，且投身音樂創作。
除此之外，劉卓軒亦兼任經理人。旗下其中一個藝人為王嘉莉，兩人亦同時參加
《全民造星III》。雖然劉卓軒本人在首輪跌入復活區無法晉級50強，而王嘉莉成功晉級至30強。
2020年為台灣歌手范成章曲詞編監「八秒」，劉卓軒演唱歌曲「幸運的我們」亦成為台劇「饞上你」片尾曲。此後他遠赴英國專注導演事業，至2023年才短暫回港舉行小型音樂會，不久再返回英國。

### 私人生活
劉卓軒喜歡一種冷門球類運動棍網球（Lacrosse）, 於香港大學施德堂擔任中場位置長棍手（Long Pole）一職。此外，他又喜歡閱讀和研究量子物理學，天文學，哲學等領域書籍和文獻。

## 音樂作品

### 個人專輯
| 專輯 # | 專輯名稱                 | 專輯類型   | 發行公司           | 發行日期                          | 曲目 |
| 1st    | Small Potato in the Town | 大碟       | Shuffle Production | 2018年10月13日 （只在演唱會發行） | 曲目 1. 有些夢太廉價 2. 遇怪魔我急於變大個 3. 太陽 Taeyang 4. 流水落花 feat. JOE 5. 失諾昨天 6. 最後三天 7. 荒井 8. 在記憶消失之前 9. 從前有三隻熊 10. 上一代·這一代 11. 太陽 Taeyang（熊熊 Whatsapp Remix 版）                                                                             |
| 2nd    | The Pillow Echoes        | 數位大碟   | Shuffle Production | 2023年5月21日                     | 曲目 1. +44 2. 只是近黃昏 3. Coffee Cup 4. 天陰陰陰 5. 大洪水 6. Kowloon City 7. 純愛健身室 8. 恐龍媽媽的情緒勒索 |
| 3rd    | Voiceless                | 純音樂專輯 | 自資               | 2024年7月26日                     | 曲目 1. 太陽 Voiceless 2. 平凡海賊王 Voiceless 3. Prevail Voiceless 4. The Flood Voiceless 5. 沒有位置未有人 Voiceless 6. Gloaming Voiceless 7. 遇怪魔 Voiceless 8. Thirsty in the Desert Voiceless 9. 最後三天 Voiceless                                                                   |
| 4th    | 5,777 Miles Away         | 數位大碟   | 自資               | 2024年10月11日                    | 曲目 1. Prevail (Prov. 19:21) 謀事在人成事在... 2. Acrophobia (Matt. 14:29) 過山車症候群 3. The Enemy (1 Peter 5:8) 像咆哮的獅子 4. Thirsty in the Dessert (John 4:13) 5. Emptiness (Eccl. 1:2) 傳道書 6. The Flood (Gen 7:17) 7. +44 8. 遇怪魔 2024 9. 在離境大堂告別...（feat. 未能接通） |

### 合輯
| 專輯 # | 專輯名稱 | 專輯類型 | 發行公司 | 發行日期      | 曲目 |
| 1st    | JL Music | 迷你專輯 | JL Music | 2015年7月23日 | 曲目 1. 失諾昨天-劉卓軒 2. 失諾昨天 (復刻版)-劉卓軒 3. 出走吧 (Running Man in HK 主題曲)-楊智遠 4. 時代-李冠傑 5. 別忘-張詩敏 6. 一個人-Katherine 7. 秀麗筆記-Heidi |
| 2nd    | 三時一刻 | 迷你專輯 | JL Music | 2016年6月12日 | 曲目 1. 失諾昨天-劉卓軒 2. 秀麗筆記-Heidi 3. 時代-李冠傑 4. 一個人-Katherine 5. 出走吧 (Running Man in HK 主題曲)-楊智遠 6. 別忘-張詩敏                             |

### 單曲
- 《太陽 Taeyang（國）》 ft. WaySugar（東森偶像劇《艾蜜麗的五件事》插曲）（曲、詞、編、監）
- 《遇怪魔我急於變大個 Demo Version》（曲、監）
- 《月球小姐》 ft. 劉蘊晴（曲、詞、監）
- 《我在西門町尋找垃圾桶》 ft. 王艷薇（曲、詞、監）
- 《平凡海賊王》（曲、監）
- 《幸運的我們》（台劇《饞上你》片尾曲）（曲、詞、編、監）
- 《幸運的我們（粵）》（曲、詞、編、監）
- 《大洪水》（曲、詞、編、監）
- 《只是近黃昏》（曲、詞、編、監）
- 《沒有位置未有人》（曲、編、監）
- 《Prevail》（曲、詞、編、監）
- 《His-Story》（曲、詞、編、監）
- 《Emptiness》（曲、詞、編、監）
- 《Thirsty in the Desert》（曲、詞、編、監）
- 《The Enemy》（曲、詞、編、監）
- 《Chasing the Wind》（曲、詞、編、監）
- 《The Quantum Traveller》（曲、詞、編、監）

### 創作作品
- 陳奐仁《瞳話》
- 王嘉莉《微風》
- 未能接通《郵差叔叔送信純熟迅速送出》
- 王嘉莉《QUEEN 148》
- C AllStar《時輪》
- Ben Chiu《粉身碎骨》
- Dixon Lee《別看》

### 改編歌曲
- 《你的名字》片尾曲《別來無恙》
- 《告白氣球》粵語版《求小姐》
- 《EYES, NOSE, LIPS》粵語版《淚》
- 《Despacito》粵語版[16]

### 電影音樂
- 《三條友飲醉走》（英皇電影）
- 《電競之城》（驕陽電影）

### 廣告音樂
- 《Rock On New year》（吉野家廣告）
- 《巴斯光年 vs Ironman》（豐澤廣告）
- 《I Wanna Be Free》（香港寬頻廣告）
- 《花錢是一門藝術》（星展銀行 DBS Compass Visa 廣告）
- 《Windows 真功夫》（微軟視窗廣告）

### Music Video 導演作品
- 《郵差叔叔送信純熟迅速送出》未能接通 （導演、監製、編劇、剪接、後製、調色、演出）
- 《不可愛》 梁浩楹 Eternity Girls （導演、監製、編劇、剪接、後製、調色）
- 《幸運的我們》Hinry劉卓軒 （導演、監製、編劇、剪接、後製、調色、演出）
- 《Queen 148》k.ELLY 王嘉莉（導演、監製、拍攝、剪接、後製、調色)
- 《Yummy》 Fingfing （導演、監製、拍攝、剪接、後製、調色、演出）
- 《平凡海賊王》（導演、監製、編劇、剪接、後製、調色、演出）
- 《水刑物語·遇怪魔ver》柳應廷；劉卓軒 （導演、監製、編劇、剪接、後製、調色、演出）
- 《微風》k.ELLY 王嘉莉  （導演、監製、編劇、剪接、後製、調色、演出）
- 《22》Sex on The Beat （導演、監製、編劇、剪接、後製、調色、演出）
- 《坪林茶香》台灣旅遊局宣傳MV （導演、監製、編劇、拍攝、剪接、後製、調色）

### 派台歌曲成績
註：組合名義的派台歌，請參閱未能接通之頁面。
| 派台歌曲成績（四台）     | 派台歌曲成績（四台）                   | 派台歌曲成績（四台） | 派台歌曲成績（四台） | 派台歌曲成績（四台） | 派台歌曲成績（四台） | 派台歌曲成績（四台）                                 | 派台歌曲成績（四台）                                 |      |
| ------------------------ | -------------------------------------- | -------------------- | -------------------- | -------------------- | -------------------- | ---------------------------------------------------- | ---------------------------------------------------- | ---- |
| 唱片                     | 歌曲                                   | 903                  | RTHK                 | 997                  | TVB                  | 備註                                                 | 備註                                                 |      |
| 2018年                   |                                        |                      |                      |                      |                      |                                                      |                                                      |      |
| Small Potato in the Town | 太陽 Taeyang（粵/國）                  | -                    | 12                   | 6                    | ×                    | 首支派台歌 馬來西亞988電台：2 馬來西亞RedFm：4       | 首支派台歌 馬來西亞988電台：2 馬來西亞RedFm：4       |      |
| Small Potato in the Town | 流水落花                               | -                    | 16                   | -                    | ×                    | Featuring 戴祖儀 馬來西亞988電台：1 馬來西亞RedFm：1 | Featuring 戴祖儀 馬來西亞988電台：1 馬來西亞RedFm：1 |      |
| Small Potato in the Town | 有些夢太廉價                           | -                    | -                    | 13                   | ×                    |                                                      |                                                      |      |
| Small Potato in the Town | 遇怪魔我急於變大個                     | -                    | -                    | 6                    | -                    | 另派Demo Version 馬來西亞988電台：3                  | 另派Demo Version 馬來西亞988電台：3                  |      |
| 2019年                   |                                        |                      |                      |                      |                      |                                                      |                                                      |      |
|                          | 月球小姐 To the Moon and Back（國/粵） | -                    | -                    | 6                    | -                    | Featuring 劉蘊晴 馬來西亞988電台：1                  | Featuring 劉蘊晴 馬來西亞988電台：1                  |      |
| 2020年                   |                                        |                      |                      |                      |                      |                                                      |                                                      |      |
|                          | 平凡海賊王                             | -                    | -                    | -                    | -                    |                                                      |                                                      |      |
| 派台歌曲成績（五台）     |                                        |                      |                      |                      |                      |                                                      |                                                      |      |
| 唱片                     | 歌曲                                   | 903                  | RTHK                 | 997                  | TVB                  | ViuTV                                                | 備註                                                 | 備註 |
| 2020年                   |                                        |                      |                      |                      |                      |                                                      |                                                      |      |
|                          | 妄紅                                   | -                    | -                    | 10                   | -                    | -                                                    |                                                      |      |
|                          | 幸運的我們                             | -                    | -                    | 12                   | -                    | ×                                                    |                                                      |      |
|                          | 幸運的我們（國）                       | -                    | -                    | -                    | -                    | ×                                                    |                                                      |      |
| 2021年                   |                                        |                      |                      |                      |                      |                                                      |                                                      |      |
| The Pillow Echoes        | 大洪水                                 | -                    | -                    | -                    | -                    | ×                                                    |                                                      |      |
| 2022年                   |                                        |                      |                      |                      |                      |                                                      |                                                      |      |
| The Pillow Echoes        | 只是近黃昏                             | -                    | -                    | -                    | -                    | ×                                                    |                                                      |      |
| 2023年                   |                                        |                      |                      |                      |                      |                                                      |                                                      |      |
|                          | 沒有位置未有人                         | -                    | -                    | -                    | -                    | ×                                                    |                                                      |      |
| 2024年                   |                                        |                      |                      |                      |                      |                                                      |                                                      |      |
| 5,777 Miles Away         | Emptiness                              | -                    | -                    | -                    | -                    | ×                                                    |                                                      |      |

| 各台冠軍歌總數 | 各台冠軍歌總數 | 各台冠軍歌總數 | 各台冠軍歌總數 | 各台冠軍歌總數 | 各台冠軍歌總數    | 各台冠軍歌總數    | 各台冠軍歌總數 |
| -------------- | -------------- | -------------- | -------------- | -------------- | ----------------- | ----------------- | -------------- |
| 四台a          | 903            | RTHK           | 997            | TVB            | 備註              | 備註              | 備註           |
| 四台a          | 0              | 0              | 0              | 0              | 四台冠軍歌總數：0 | 四台冠軍歌總數：0 |                |
| 五台b          | 903            | RTHK           | 997            | TVB            | ViuTV             | 備註              |                |
| 五台b          | 0              | 0              | 0              | 0              | 0                 | 四台冠軍歌總數：0 |                |

- （*）仍在榜上
- （-）未能上榜
- （×）沒有派往該台
- （(1)）兩週冠軍
- ^  注解a：包括2020年後的冠軍歌曲
- ^  注解b：2020年起

## 演出作品

### 電視劇（香港電台）
- 2016年：《那些年那些歌》 飾演 豪仔（林子祥篇）

### 電視節目（無綫電視）
- 2018年：《兄弟幫》 - 第2249、2250集

### 電視節目（ViuTV）
- 2020年：《全民造星III》

### 廣播劇（貓耳FM）
- 2019年：《偽裝學渣粵語版》 飾演 謝俞

### 音樂錄像
- 2020年：Happy Live《不是富二代》

### 演唱會／音樂會
- 2017年：新城勁爆頒獎禮2017開幕表演嘉賓
- 2018年：馬來西亞「初衷」音樂會
- 2018年：台北板橋飛音樂會
- 2018年：北京迷笛音樂節
- 2018年：成都ROCKON音樂節
- 2018年：軒尼詩炫音之樂 Hennessy Artistry
- 2018年：Timberland冬季代言
- 2018年：Yahoo！ Buzz Award LIVE
- 2018年：港台電視 尖沙咀海旁電視直播
- 2018年：香港測量師學會 Annual Dinner
- 2018年：香港會議展覽中心香港青年音樂節
- 2019年：張學友演唱會 和音
- 2019年：德國慕尼黑音樂節

## 獎項與提名
| 年份   | 獎項                                                     | 結果 |
| 2018年 | 新城勁爆頒獎禮2018「新城勁爆獨立音樂人獎」               | 獲獎 |
| 2018年 | 全球華語歌曲排行榜 2018 年度二十大金曲 －《太陽Taeyang》 | 獲獎 |
| 2018年 | KKBOX 台灣風雲榜年度百大金曲 - 《太陽Taeyang》           | 獲獎 |
| 2020年 | 新城勁爆頒獎禮2020「新城勁爆躍進歌手」                   | 獲獎 |

## 外部連結
- 劉卓軒的Facebook專頁
- 劉卓軒的Instagram帳戶
- Hinry Lau 劉卓軒 - YouTube（页面存档备份，存于）